# W le donne (programma televisivo)
W le donne è stato un programma televisivo italiano trasmesso a partire dal 1984 al 1986 dapprima su Canale 5 e poi su Rete 4.

## Storia del programma
La prima edizione è andata in onda il venerdì sera dal 19 ottobre 1984 al 14 giugno 1985 (inizialmente su Canale 5 per 13 puntate per poi trasferirsi su Rete 4 per 20 settimane), e la seconda la domenica sera dal 4 ottobre 1985 al 25 maggio 1986 (35 puntate). In seguito, tutti i venerdì sera dal 6 giugno al 29 agosto 1986, fu trasmesso Le follie di W le donne, un collage delle precedenti puntate con l'aggiunta di scene inedite.
I conduttori del programma erano Amanda Lear e Andrea Giordana, con l'aggiunta, nella seconda edizione, del comico Maurizio Micheli che interpretava il ruolo di Susi, comare pugliese in fuga dal marito e dai figli per partecipare al programma. Le scenografie sono state ideate da Silvio Berlusconi.
Lo show, che ottenne ottimi ascolti, prevedeva che quattro concorrenti si sottoponessero ad alcune prove di abilità, candid camera, seduzione e di capacità dialettiche per conquistare il titolo di "donna più" della settimana assegnato dal pubblico, che attribuiva alla vincitrice una pelliccia e un viaggio alle Maldive.
Tra le concorrenti si segnalano anche una ancora sconosciuta Simona Ventura, come pure Sabrina Salerno, la futura giornalista del TG5 Elena Guarnieri e l'esponente politica Daniela Santanchè, mentre valletta del programma era la pressoché esordiente Alba Parietti.
La sigla finale Ritmo Salsa della prima edizione, scritta da Cristiano Malgioglio, era cantata da Amanda Lear.
La sigla finale della seconda edizione, sempre cantata da Amanda Lear, era Women.

## Media ascolti TV
| Edizione  | Telespettatori | Canale   |
| --------- | -------------- | -------- |
| 1984-1985 | 10.000.000     | Canale 5 |
| 1985      | 7.500.000      | Rete 4   |

## Esportazione del format
Il format, creato interamente in italia, venne esportato in Francia nel 1986, dove per alcuni mesi il programma andò in onda su La Cinq il sabato sera alle 20:30 con il titolo Cherchez la femme, sempre condotto da Lear affiancata da Christian Morin. La sigla finale dell'edizione francese, cantata da Amanda Lear, era Les Femmes. Le registrazioni avvenivano nel medesimo studio della versione italiana a Cologno Monzese ma con ospiti e concorrenti francesi.